# Lăcătuș
Lăcătușul (din maghiară lakatos) este un meșteșugar sau lucrător care face sau repară lacăte, broaște, chei etc. sau care efectuează operații de ajustare, de asamblare sau reparare a pieselor mecanice.

## Specializări în meseria de lăcătuș
Meseria de lăcătuș poate întâlni diferite specializări, în funcție de domeniul în care se desfășoară activitatea. Astfel, aceștia se împart în :
- Lăcătuș mecanic întreținere și reparații: își desfășoară activitatea în ateliere specializate în reparații de mașini unelte, utilaje sau instalații industriale sau în locul în care mașinile unelte, utilajele sau instalațiile industriale lucrează în mod normal și necesită reparații sau revizii pe loc, ca urmare a defectării lor.
- Lăcătuș în construcții trebuie să știe să traseze, debiteze, găurească, polizeze, îndoaie, roluiască, calibreze, sudeze, șlefuiască elemente metalice astfel încat să obțină ansamble/subansamble metalice, să realizeze construcții metalice felurite cu ajutorul ansamblelor/subansamblelor și altor materiale și elemente simple, să monteze și să demonteze diverse construcții metalice, să întrețină și să repare construcții metalice, să efectueze lucrări de cofrare și de decofrare a elementelor de construcție din beton.
- Lăcătuș construcții metalice și navale execută operații tehnologice de confecționare a elementelor de structură și de asamblare a confecțiilor metalice, operații tehnologice de confecționare a elementelor de structură , de asamblare, de montaj a corpului navei, de lansare a navei și de întreținere si reparare a construcțiilor navale
- Lăcătuș mecanic execută lucrări de prelucrare a tablelor diferitelor profile, metalice și țevi rotunde sau rectangulare prin: tăiere-debitare, ajustare, găurire, filetare, alezare, îndreptare la rece, la cald (șpanuire), fasonare de table la cald prin ciocănire, îndoire, calibrare, etanșare.

## Autorizarea ca lăcătuș în România
Pentru a putea profesa ca specialist în una dintre meseriile mai sus menționate este necesară o calificare în domeniu. Calificarea constă în pregătirea profesională într-un domeniu anume și încheierea unui act adițional la contractul individual de muncă.
Pentru a putea profesa în una din aceste specializări este necesară o calificare în domeniu. Calificarea se referă la acțiunea de pregătire profesională într-un domeniu anume. Calificarea se obține în urma unor cursuri de calificare sau a unei evaluări a competențelor. În urma acestor cursuri se eliberează o diplomă, sau un certificat, recunoscute  de  Ministerul Muncii și Ministerul Educației, prin care cursantul poate face dovada cunoștințelor în domeniul studiat. Aceste acte doveditoare sunt recunoscute la nivel național și în Uniunea Europeană. Calificarea profesioanală permite poziționarea ca specialist pe piața muncii într-o anumită arie de activitate.